# Тирнова (Арад)
Тирнова (рум. Târnova) — село у повіті Арад в Румунії. Адміністративний центр комуни Тирнова.
Село розташоване на відстані 395 км на північний захід від Бухареста, 40 км на північний схід від Арада, 147 км на захід від Клуж-Напоки, 76 км на північний схід від Тімішоари.

## Населення
За даними перепису населення 2002 року у селі проживали 1868 осіб.
Національний склад населення села:
| Національність | Кількість осіб | Відсоток |
| -------------- | -------------- | -------- |
| румуни         | 1622           | 86,8%    |
| українці       | 232            | 12,4%    |
| угорці         | 5              | 0,3%     |

Рідною мовою назвали:
| Мова       | Кількість осіб | Відсоток |
| ---------- | -------------- | -------- |
| румунська  | 1626           | 87,0%    |
| українська | 227            | 12,2%    |
| угорська   | 5              | 0,3%     |